# Франк Паркър
Франк Андрю Паркър (на английски: Frank Andrew Parker) е американски тенисист. 

## Биография
Францишек Анджей Пайковский е роден на 16 август 1930 г. в Милуоки, Уисконсин, има трима братя и една сестра.Францишек променя името си на Франк Паркър, защото спортните говорители не могат да произнесат полското му име. Той започва да играе тенис от 10-годишна възраст, в градския клуб в Милуоки. Там е открит от клубния треньор Мърсър Бийзли, който забелязва неговата бързина и точност. На 12 години той печели първата си национална титла на първенството на закрито за момчета в Ню Йорк.
На 17 март 1938 г. Паркър се жени за Одри Бийзли, която преди това се развежда с треньора му Мърсър Бийзли. Тя става негов съветник. Съпругата му умира през 1971 г. Франк Паркър почива през юли 1997 г. в болница в Сан Диего, скоро след операция за отстраняване на кръвни съсиреци от белия дроб.

## Кариера
Франк Паркър е един от малкото американци, които са печелили както френското първенство (1948, 1949), така и първенството на САЩ (1944, 1945).
През 1941 г. Паркър става шампион на сингъл в Синсинати, наречен тогава Трищатски тенис турнир, и е четирикратен финалист на сингъл (1932, 1933, 1938, 1939). Той печели титлата на Канада през 1932 г. и отново през 1938 г. Печели пет шампионата на САЩ за мъже на клей и четири източни първенства на клей. Класиран е като аматьор номер 1 в света през 1948 г. от Джон Олиф от „Дейли Телеграф“.
Между 1937 и 1948 г. Паркър участва в седем мача за Купа Дейвис с отбора на САЩ и печели Купа Дейвис през 1937 и 1948 г. Той има рекорд за Купа Дейвис от 12 победи и две загуби.
През октомври 1949 г. Паркър подписва едногодишен договор с Боби Ригс, и стане професионален тенисист.
Паркър е избран в Атлетическата зала на славата на Уисконсин през 1960 г.
Паркър е въведен в Международната тенис зала на славата в Нюпорт, Роуд Айлънд през 1966 г. и в Националната полска американска спортна зала на славата през 1988 г.

## Кариерна статистика

#### Титлили на сингъл на турнири отГолям шлем(4)
| година | турнир      | съперник       | резултат                   |
| ------ | ----------- | -------------- | -------------------------- |
| 1944   | ОП САЩ      | Бил Талбърт    | 6 – 4, 3 – 6, 6 – 3, 6 – 3 |
| 1945   | ОП САЩ      | Бил Талбърт    | 14 – 12, 6 – 1, 6 – 2      |
| 1948   | Ролан Гарос | Ярослав Дробни | 6 – 4, 7 – 5, 5 – 7, 8 – 6 |
| 1949   | Ролан Гарос | Бъдж Пати      | 6 – 3, 1 – 6, 6 – 1, 6 – 4 |

#### Финали на сингъл на турнири отГолям шлем(2)
| година | турнир | съперник     | резултат                          |
| ------ | ------ | ------------ | --------------------------------- |
| 1942   | ОП САЩ | Тед Шрьодер  | 6 – 8, 5 – 7, 6 – 3, 6 – 4, 2 – 6 |
| 1947   | ОП САЩ | Джак Креймър | 6 – 4, 6 – 2, 1 – 6, 0 – 6, 3 – 6 |

#### Титли на двойки отГолям шлем(3)
| година | турнир      | партньор       | съперник                  | резултат                   |
| ------ | ----------- | -------------- | ------------------------- | -------------------------- |
| 1943   | ОП САЩ      | Джак Креймър   | Бил Талбърт Дейвид Фриман | 7 – 5, 8 – 6, 3 – 6, 6 – 1 |
| 1949   | Ролан Гарос | Панчо Гонзалес | Юстас Фанин Ерик Стърджис | 6 – 3, 8 – 6, 5 – 7, 6 – 3 |
| 1949   | Уимбълдън   | Панчо Гонзалес | Гарднър Мълой Тед Шрьодер | 6 – 4, 6 – 4, 6 – 2        |

#### Финали на двойки отГолям шлем(2)
| година | турнир | партньор     | съперник                  | резултат                          |
| ------ | ------ | ------------ | ------------------------- | --------------------------------- |
| 1933   | ОП САЩ | Франк Шийлдс | Джордж Лот Лестър Стофен  | 13 – 11, 7 – 9, 7 – 9, 3 – 6      |
| 1948   | ОП САЩ | Тед Шрьодер  | Гарднър Мълой Бил Талбърт | 6 – 1, 7 – 9, 3 – 6, 6 – 3, 7 – 9 |